# Arnošt
Arnošt je české a lužickosrbské mužské jméno germánského původu (germánské ernst nebo ernust znamená „čestnost“[zdroj?] nebo „vytrvalost, rozhodnost, pevnost rozhodnutí, boj“). Ženskými variantami jména jsou Arnošta nebo Arnoštka, byť jsou užívané velmi zřídka.
Svátek Arnošt slaví 30. března. 

## Domácky
Arnoštek, Arník, Arna

## Statistické údaje
Následující tabulka uvádí četnost jména v ČR a pořadí mezi mužskými jmény ve srovnání dvou roků, pro které jsou dostupné údaje MV ČR – lze z ní tedy vysledovat trend v užívání tohoto jména:
| Rok       | Četnost    | Pořadí      |
| 1999      | 5968       | 82.         |
| 2002      | 5642       | 82.         |
| Porovnání | o 326 méně | žádná změna |
| 2006      | 4981       | 90.         |
| 2013      | 4078       | 231.        |

Změna procentního zastoupení tohoto jména mezi žijícími muži v ČR (tj. procentní změna se započítáním celkového úbytku mužů v ČR za sledované tři roky 1999–2002) je −4,8 %, což svědčí o poměrně značném poklesu obliby tohoto jména.

## Arnošt v jiných jazycích
- Slovensky, polsky, rusky, srbochorvatsky, francouzsky, anglicky: Ernest
- Maďarsky: Ernő
- Italsky, španělsky: Ernesto
- Nizozemsky, dánsky, švédsky: Ernst
- Německy: Ernst nebo Ernest

## Známí nositelé jména
- Arnošt I. Sasko-Altenburský (1826–1908) – sasko-altenburský vévoda
- Arnošt Babenberský (1027–1075) – rakouský markrabě Východní marky
- Arnošt Opavský (asi 1415–1464) – syn Přemysla I. Opavského a Kateřiny z Minstrberka, opavsko-ratibořský kníže
- Arnošt Goldflam (* 1946) – český herec, dramatik a spisovatel
- Arnošt Hofbauer (1869–1944) – český grafik, malíř a vysokoškolský pedagog
- Arnošt Kavka (1917–1994) – český swingový zpěvák
- Arnošt Košťál (1904–1942) – český hoteliér a účastník protinacistického odboje
- Arnošt Lustig (1926–2011) – český spisovatel a publicista
- Arne Novák (1880–1939) – český literární historik a kritik
- Arno Novák  (1872–1914) – český malíř a kreslíř
- Arnošt z Pardubic (1297–1364) – posledním pražským biskupem a zároveň prvním arcibiskupem a metropolitou českým
- Arnošt Pátek (1955–2009) – český zpěvák
- Arnošt Procházka (1869–1925) – český literární a výtvarný kritik
- Arnošt Petráček (* 1991) – český paralympijský plavec
- Arnošt Vašíček (* 1953) – český scenárista, spisovatel a záhadolog
- Ernst Röhm (1887–1934) – německý politik, vůdce SA
- Ernest Hemingway (1899–1961) – americký spisovatel a novinář
- Dj Arnoštek – fiktivní filmová postava v českém filmu Kouř od Tomáše Vorla